# Amenherkhepshef
Không nên nhầm lẫn với Amun-her-khepeshef, một người con trai của Ramesses II, Amun-her-khepeshef, một người con trai của Ramesses III, và Ramesses VI Amun-her-khepeshef
Amenherkhepshef (còn là Amenherkhepshef D để phân biệt ông với những người khác có cùng tên đã sống trước đó) là một hoàng tử của Ai Cập cổ đại và là một người con trai của Ramesses VI với nữ hoàng Nubkhesbed. Ông sống vào giai đoạn giữa thế kỷ thứ 12 TCN dưới thời vương triều thứ 20 thuộc thời kỳ Tân Vương quốc.
Ông đã qua đời trước cha mình và được mai táng trong một cỗ quan tài trước kia thuộc về Twosret và trong một phần mở rộng của ngôi mộ mà ban đầu được lên kế hoạch là dành cho quan chưởng ấn Bay, KV13. Ngôi mộ này nằm tại Thung lũng các vị Vua, ở bờ phía Tây của sông Nile, thuộc Thebes, Ai Cập.